# الاحتلال العسكري السوفيتي

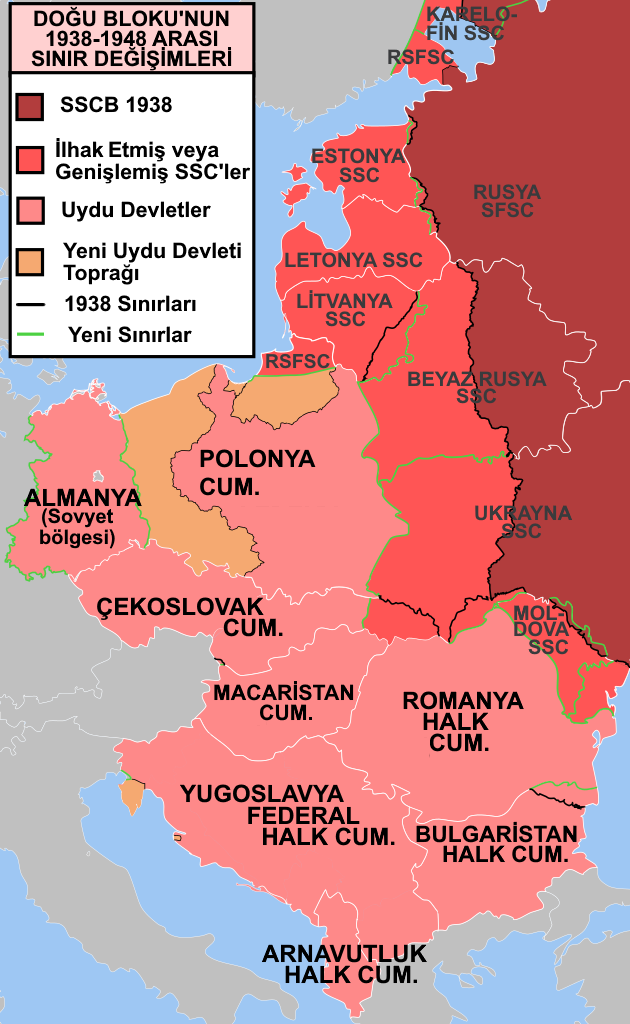

احتل الاتحاد السوفيتي خلال الحرب العالمية الثانية العديد من الدول التي سلمتها ألمانيا النازية في اتفاقية مولوتوف - ريبنتروب السرية في عام 1939، وشملت هذه الدول: المناطق الشرقية من بولندا ولاتفيا وأستونيا وليتوانيا وجزء من شرقي فنلندا ورومانيا الشرقية، بالإضافة لذلك احتل الاتحاد السوفيتي مناطق من تشيكوسلوفاكيا عند انتهاء الحرب وتقسيم ألمانيا.
تقدم المقالة التالية قوائم بالأشكال المختلفة للاحتلال العسكري من قبل الاتحاد السوفيتي الناتج عن الاتفاقية السوفيتية مع ألمانيا النازية قبل الحرب العالمية الثانية وخلال الحرب الباردة التي أعقبت انتصار الحلفاء على ألمانيا.

## بولندا (1939-1956)
كانت بولندا أول دولة احتلها الاتحاد السوفيتي خلال الحرب العالمية الثانية، إذ نص البروتوكول السري لاتفاقية مولوتوف - ريبنتروب على تقسيم بولندا بين الاتحاد السوفيتي وألمانيا النازية، وفي عام 1939 كانت المساحة الإجمالية للأراضي البولندية التي احتلها الاتحاد السوفيتي - بما في ذلك المنطقة الممنوحة لليتوانيا والتي ضمتها في عام 1940 أثناء تشكيل ليتوانيا الاشتراكية السوفياتية - 201015 كيلومتر مربع وبلغ عدد سكانها 13,299 مليون نسمة من بينهم 5,274 مليون من العرقية البولندية و1,109 مليون من اليهود.
احتفظ الاتحاد السوفيتي بعد نهاية الحرب العالمية الثانية بمعظم الأراضي التي احتلها في عام 1939، بينما أعيدت الأراضي التي تبلغ مساحتها 21,275 كيلومتر مربع ويبلغ عدد سكانها 1,5 مليون نسمة إلى بولندا التي كانت تحت السيطرة الشيوعية ولا سيما المناطق القريبة من بياليستوك وبرزيمول، وفي الفترة الممتدة من 1944-1947 أعيد توطين أكثر من مليون بولندي في الأراضي التي ضُمت إلى بولندا.
تمركزت القوات السوفيتية في بولندا من عام 1945 حتى عام 1993. وقد اعترف الاتحاد السوفيتي في عام 1956 بوجود تلك القوات، ولذلك ومن ثم استخدم العديد من العلماء البولنديين مصطلح «الاحتلال» للفترة (1945-1956)، في حين يعتبر علماء آخرون أن فترة الاحتلال السوفيتي امتدت حتى عام 1989. بقيت الحكومة البولندية في المنفى موجودة حتى عام 1990.

## إيران (1941-1946)
غزت القوات البريطانية وقوات الكومنولث بالاشتراك مع الاتحاد السوفيتي إيران في 25 أغسطس 1941. كان الغرض من الغزو السيطرة على حقول النفط الإيرانية وضمان خطوط الإمداد للسوفييت الذين يقاتلون ضد دول المحور على الجبهة الشرقية. استمر الاتحاد السوفيتي في السيطرة على الحكومة الشعبية الأذربيجانية في أذربيجان الإيرانية واحتلال باقي شمال إيران بشكل مباشر.

## المجر (1944)
شاركت مملكة المجر في يوليو 1941 في عملية بربروسا بالتحالف مع ألمانيا النازية. قاتلت القوات المجرية جنباً إلى جنب مع الفيرماخت وتقدمت عبر جمهورية أوكرانيا الاشتراكية السوفياتية في عمق روسيا وصولاً إلى ستالينغراد، لكن بحلول نهاية عام 1942 بدأ الجيش الأحمر السوفيتي في استعادة زمام المبادرة من خلال سلسلة من الهجمات التي سبقت زحف الجيش الأحمر على الأراضي المجرية في (1943-1944)، وفي سبتمبر 1944 عبرت القوات السوفيتية الحدود إلى المجر وشنت هجوماً على العاصمة بودابست. خرق الجيش المجري الهدنة مع الاتحاد السوفيتي الموقعة من قبل حكومة ميكلوس هورثي في 15 أكتوبر 1944، فهاجم السوفييت غرباً ضد القوات المجرية وحلفائهم الألمان واستولوا على العاصمة في 13 فبراير 1945. استمر الهجوم حتى أوائل أبريل عام 1945 عندما طردت آخر القوات الألمانية والقوات المجرية الموالية لها من البلاد.
تأكد السوفييت من تنصيب حكومة موالية لهم بعد الحرب يهيمن عليها الشيوعيون في البلاد قبل نقل السلطة من القوة المحتلة إلى السلطات المجرية، ونظم وجود القوات السوفيتية في البلاد بموجب معاهدة مساعدة متبادلة أبرمت في عام 1949. كانت الثورة المجرية عام 1956 ثورة عفوية على الصعيد الوطني ضد الحكومة الشيوعية في المجر وسياساتها التي فرضها السوفيت، وبعد الإعلان عن استعداده للتفاوض بشأن انسحاب القوات السوفيتية من المجر غير المكتب السياسي السوفيتي رأيه، وفي 4 نوفمبر 1956 دخلت قوة عسكرية مشتركة كبيرة من حلف وارسو إلى بودابست لسحق المقاومة المسلحة ما أسفر عن مقتل آلاف المدنيين في هذه العملية. غادر آخر جندي سوفيتي المجر في عام 1991 بعد انهيار الاتحاد السوفيتي، وبذلك انتهى الوجود العسكري السوفيتي في المجر.

## رومانيا (1944)
أدى هجوم غاسي - كيشينيف السوفييتي الثاني إلى هزيمة رومانيا وتحويل رومانيا من المحور إلى الحلفاء. تمركزت القوات السوفيتية في رومانيا من عام 1944 إلى عام 1958، وفي 12 سبتمبر 1944 سيطر الجيش الأحمر على أجزاء كبيرة من أراضي رومانيا، ووقعت اتفاقية هدنة بين رومانيا والاتحاد السوفيتي أعادت الأراضي الرومانية وخضعت دولة رومانيا للجنة الحلفاء المكونة من الاتحاد السوفيتي والولايات المتحدة والمملكة المتحدة، ولكن على الأرض أصبحت القيادة العسكرية السوفيتية - وليس الحلفاء الغربيون - من يمارس السلطة الحقيقية، ونصت الاتفاقية صراحة على وجود القوات السوفيتية في رومانيا وحرية تحركها.
انتهى العمل باتفاقية الهدنة في 15 سبتمبر 1947، واستبدلت بمعاهدة باريس للسلام عام 1947. نصت المعاهدة الجديدة على انسحاب جميع قوات الحلفاء من رومانيا مع إعفاء يحق من خلاله للاتحاد السوفيتي في الاحتفاظ بالقوات المسلحة على الأراضي الرومانية التي قد يحتاجها للحفاظ على خطوط الاتصال بين الدولتين، وانخفض الوجود السوفيتي في رومانيا بعد الاتفاقية من 130 ألف جندي (الذروة في عام 1947) إلى حوالي 30 ألف، وسحبت القوات بالكامل بحلول أغسطس 1958.

## بلغاريا (1944)
أعلن الاتحاد السوفيتي الحرب على بلغاريا في 5 سبتمبر 1944، وفي 8 سبتمبر غزا البلاد دون مواجهة أي مقاومة، وبحلول اليوم التالي احتل السوفييت الجزء الشمالي الشرقي من بلغاريا إلى جانب مدينة فارنا الساحلية الرئيسية، وفي 8 سبتمبر 1944 أعلنت بلغاريا الحرب على ألمانيا النازية. حدث انقلاب عسكري في 9 سبتمبر 1947 واعتقل الوزراء، وانسحبت القوات السوفيتية في نفس العام.

## ألمانيا (1945)
كانت منطقة الاحتلال السوفيتي في ألمانيا هي المنطقة الواقعة في شرق ألمانيا والتي احتلها الاتحاد السوفيتي منذ عام 1945، وتحولت هذه المنطقة إلى جمهورية ألمانيا الديمقراطية في عام 1949 والتي عرفت بألمانيا الشرقية.
أعلن الاتحاد السوفيتي في عام 1955 أن ألمانيا جمهورية ذات سيادة كاملة، ومع ذلك ظلت القوات السوفيتية في ألمانيا اعتماداً على اتفاقية بوتسدام الرباعية. بقيت قوات الناتو في برلين الغربية وألمانيا الغربية، وأصبحت ألمانيا الديمقراطية وبرلين على وجه الخصوص نقاط أساسية لتوترات الحرب الباردة.
بني جدار الفصل بين ألمانيا الغربية والشرقية المعروف بجدار برلين، وسمي في الاتحاد السوفيتي وألمانيا الشرقية باسم «سور الحماية ضد الفاشية» في عام 1961.
نصت معاهدة التسوية النهائية فيما يتعلق بألمانيا الموقعة في موسكو على انسحاب جميع القوات السوفيتية من ألمانيا بحلول نهاية عام 1994. ومهد إبرام التسوية النهائية الطريق أمام توحيد ألمانيا الشرقية والغربية، إذ حدث اتحاد سياسي رسمي في 3 أكتوبر 1990.
كانت إحدى تداعيات الاحتلال السوفيتي أطفالاً أنجبهم جنود روس إما من خلال العلاقات الرومانسية أو الاغتصاب. تعرض هؤلاء الأطفال للتمييز المجتمعي لعقود من الزمن، ولكن بعد انسحاب القوات السوفيتية وظهور البيريسترويكا، قام بعض أطفال الجيش الأحمر السابق بمحاولات علنية لاكتشاف المزيد عن آبائهم الروس.